# Sainte-Marie (Altos Pirineos)
 Sainte-Marie  es una población y comuna francesa, situada en la región de Mediodía-Pirineos, departamento de Altos Pirineos, en el distrito de Bagnères-de-Bigorre y cantón de Mauléon-Barousse. Es la comuna de menor extensión del departamento.

## Demografía
| 85                        | 98 | 85 | 78 | 95 | 94 | 76 | 88 | 75 | 67 | 60 | 61 | 58 | 65 | 69 | 69 | 38 | 37 | 28 | 28 | 20 | 21 | 19 | 20 | 20 | 12 | 20 | 12 | 28 | 37 | 31 | 27 | 36 |
| (Fuente: INSEE y Cassini) |    |    |    |    |    |    |    |    |    |    |    |    |    |    |    |    |    |    |    |    |    |    |    |    |    |    |    |    |    |    |    |    |